# Glen Haven
Glen Haven – miasto w Stanach Zjednoczonych, w stanie Wisconsin, w hrabstwie Grant.